# Elasmodactylus tetensis
Espèce
Synonymes
- Pachydactylus tetensis Loveridge, 1953

Statut de conservation UICN

 LC  : Préoccupation mineure
Elasmodactylus tetensis est une espèce de geckos de la famille des Gekkonidae.

## Répartition
Cette espèce se rencontre au Zimbabwe, au Mozambique et en Tanzanie.

## Description
C'est un geckos nocturne et insectivore.

## Étymologie
Son nom d'espèce, composé de tet[e] et du suffixe latin -ensis, « qui vit dans, qui habite », lui a été donné en référence au lieu de sa découverte, la ville de Tete.

## Publication originale
- Loveridge, 1953 : Zoological results of a fifth expedition to East Africa. III. Reptiles from Nyasaland and Tete. Bulletin of the Museum of Comparative Zoology, vol. 110, n. 3, p. 142-322 (texte intégral).